# Маврикийский синий голубь
Маврикийский синий голубь , или Маврикийский гривун (лат. Alectroenas nitidissimus) — вымерший вид птиц из семейства голубиных, ранее обитавший на острове Маврикий в Индийском океане восточнее Мадагаскара. Вымер в первой трети XIX века (в 1830-х годах) в результате истребления и вырубки лесов — природных мест обитания. Сохранилось несколько документов, созданных наблюдателями живой птицы — рисунков и описаний, а также три шкурки, в настоящее время хранящиеся в музейных коллекциях в Париже, Эдинбурге и Порт-Луи. Как минимум, одна живая птица некогда содержалась в неволе в Европе. Типовой вид рода синих голубей.

## История изучения

### Ранние сообщения

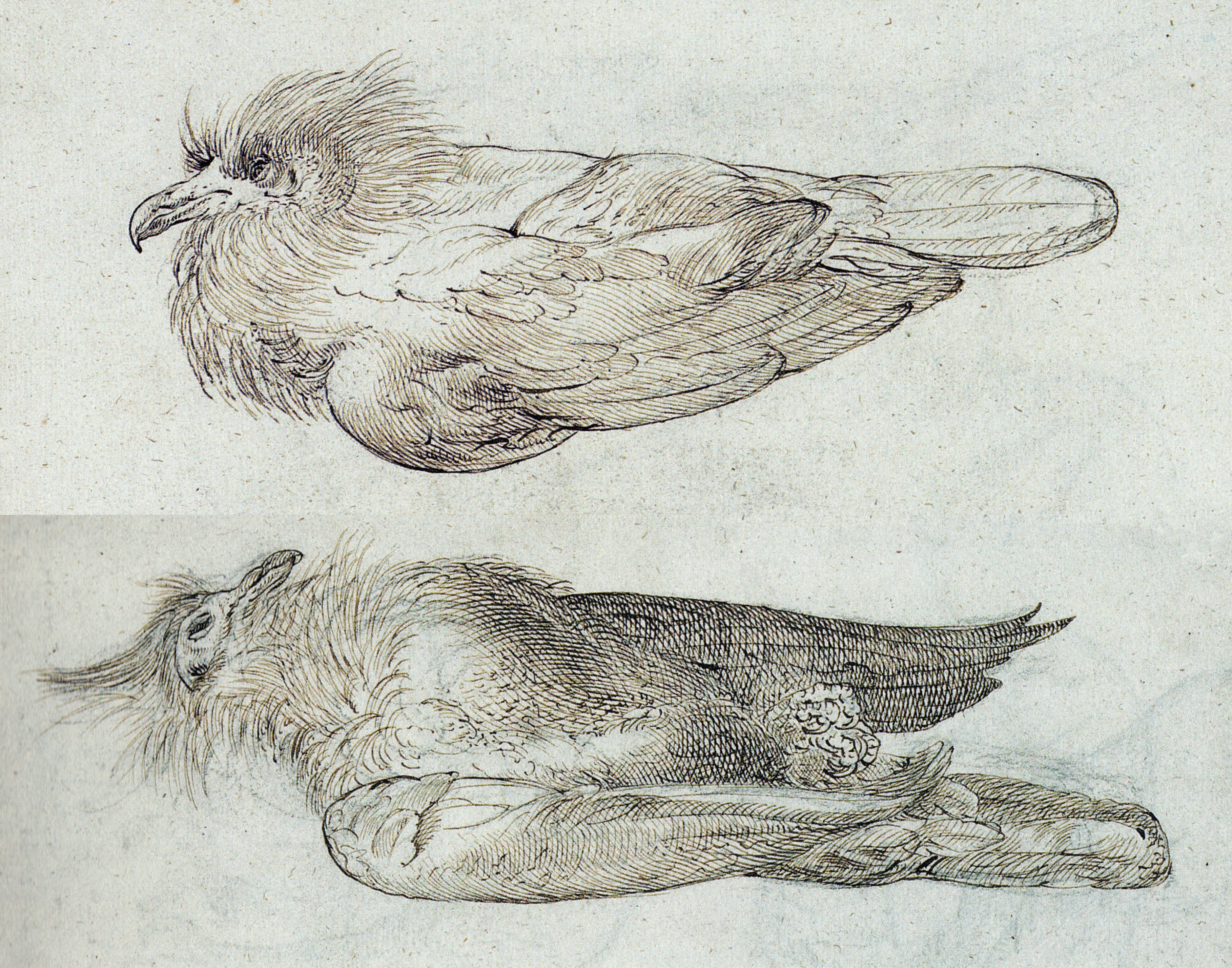
Первые рисунки голубей, оставленные в судовом журнале корабля «Гелдерланд», 1601

Наиболее ранним документом, в котором можно найти подтверждение знакомства человека с маврикийским синим голубем, считаются два карандашных рисунка 1601 года, на которых изображены мёртвые (по всей видимости, убитые человеком) птицы. Эти рисунки, впервые опубликованные лишь в 1969 году, сохранились в судовом журнале голландского корабля «Гелдерланд» («Gelderland»), который в начале XVII века останавливался у берегов Маврикия для пополнения запасов воды и продовольствия. Оказавшись на берегу, соскучившиеся по свежим продуктам матросы сперва охотились на крупных и неповоротливых дронтов, а затем перешли на мелких, но зато более съедобных синих голубей. Известно, что в команде корабля значилось два художника, однако их имена до нашего времени не сохранились. Предполагают, что одним из них мог быть человек по имени Йорис Йостенс Ларле (Joris Joostensz Laerle), практиковавший подобную технику рисования.
Следующее свидетельство существования вида появилось лишь спустя полвека после описываемых событий. Французский купец и искатель приключений Франсуа Кош (François Cauche) в 1638 году посетил Маврикий и спустя несколько лет после этого в своём рассказе о путешествии упомянул о неких «бело-чёрно-красных горлицах»; несмотря на свою краткость, под это описание подпадали лишь маврикийские голуби.
Наконец, чуть более развёрнутая информация об этой и других птицах представлена в переписке между военным инженером и членом-корреспондентом Французской академии наук Жаном-Франсуа Шарпентье де Коссиньи (фр. Jean-François Charpentier de Cossigny) и известным парижским учёным Рене Реомюром. В одном из писем, написанном в 1755 году, к тому времени уже проживший 23 года на острове Коссиньи признаётся, что маврикийский голубь стал очень редкой птицей. В качестве причин исчезновения он назвал вырубку леса и охоту на них беглых рабов.

### Классификация

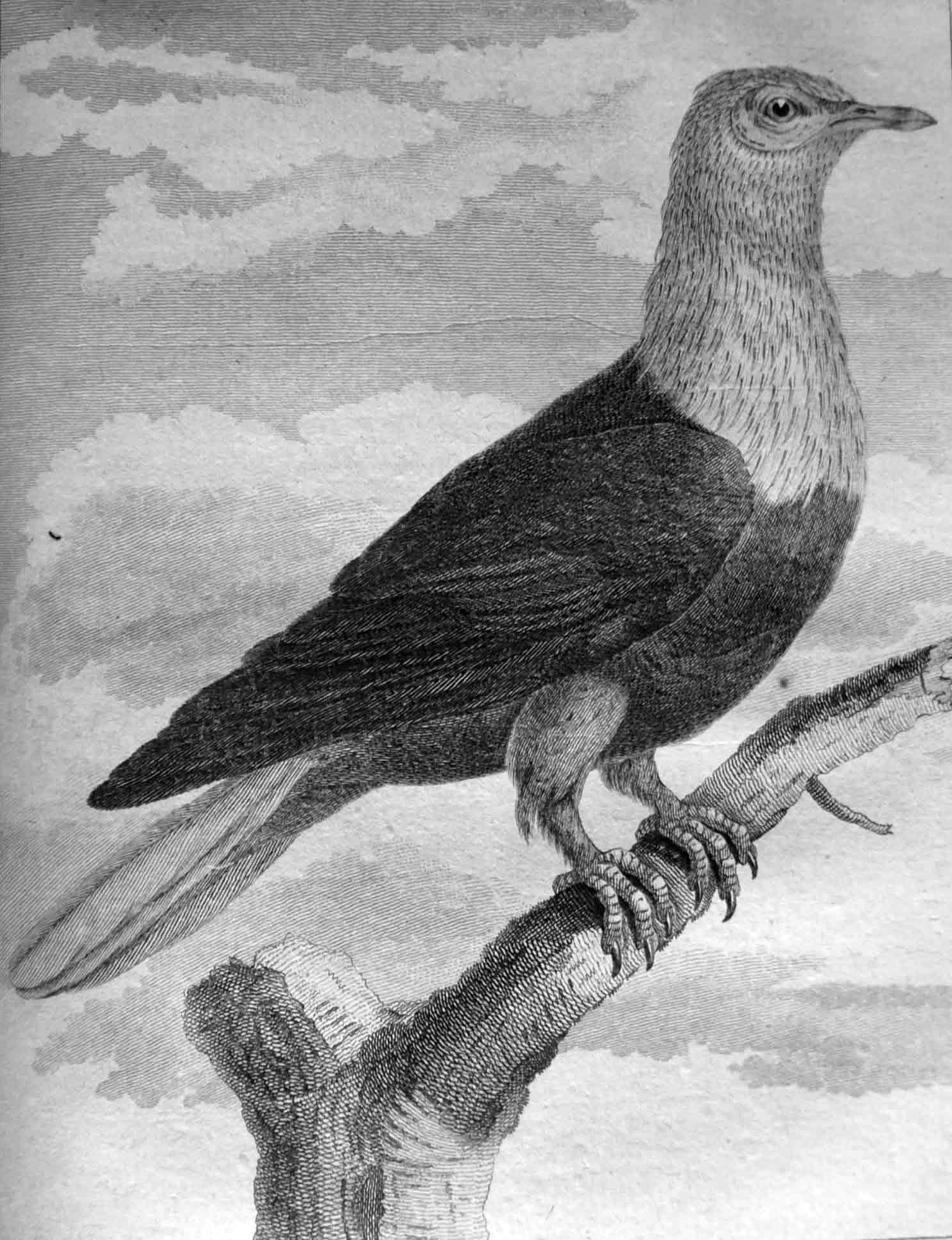
Иллюстрация Пьера Соннеры в его книге

Зоологическое изучение голубя началось лишь после того, как французский натуралист Пьер Соннера привёз во Францию две шкурки, добытых им на Маврикии в 1774 году. В 1782 году в своей книге «Путешествие по Ост-Индии и Китаю с 1774 по 1781 годы» Соннера назвал птицу Pigeon Hollandais, что в буквальном переводе с французского можно перевести как «голландский голубь». Спустя много лет британский зоолог Альфред Ньютон предположил, что словосочетание «голландский голубь» образовалось благодаря красному, белому и синему цветам нидерландского флага, которые совпадали с основными цветами оперения птицы.
Соннера не придерживался принципов биноминальной номенклатуры, внедрённой Карлом Линнеем, и не стал присваивать виду научное латинское название. Вместо него это сделал итальянец Джованни Скополи в 1786 году, который лично не был знаком с биоматериалом, но использовал описание Соннеры. Он поместил птицу в тот же родовой ряд, что и всем известный сизый голубь, и назвал её Columba nitidissima — в переводе с латинского «голубь великолепнейший». Это название прижилось не сразу и в конечном счёте всё же было изменено. Иоганн Гмелин в 1789 году со ссылкой на французский триколор использовал словосочетание Columba franciae, Пьер Боннатерре в 1790 — Columba batavica. Окончательное название за птицей закрепилось в 1840 году после того, как британский зоолог Джордж Роберт Грей описал новый род голубей Alectroenas, в качестве образца использовав шкурку маврикийского синего голубя. В названии рода была использована комбинация двух древнегреческих слов: ἀλεκτρυών (петух) и οἰνάς (голубь).

### Находки
До настоящего времени сохранились три шкурки маврикийского индийского голубя. Из двух экземпляров, добытых Соннерой, один был утрачен ещё в XIX веке, а второй был случайно повреждён парами серной кислоты во время плановой фумигации. Этот экземпляр представлен в Национальном музее естественной истории в Париже, его инвентарный номер MNHN n° C.G. 2000—727. Ещё одна шкурка голубя также оказалась в Париже в 1800 году, её привёз полковник М. Матьё (M. Mathieu) для коллекции французского орнитолога и таксидермиста Луи Дюфрена (англ. Louis Dufresne). В 1819 году коллекция была продана в Эдинбург и в конечном счёте оказалась в Шотландском национальном музее (англ. National Museum of Scotland), где до сих пор хранится под инвентарным номером MU No. 624. Чучело птицы долгое время оставалось неопределённым, пока в 1879 году Альфред Ньютон не опознал в нём описываемый вид. Наконец, последний экземпляр был добыт французским зоологом Жюльеном Франсуа Дежарденом (англ. Julien François Desjardins) в округе Саван в 1826 году. Он находится в коллекции основанного Дежарденом Маврикийского музея естественной истории (англ. Mauritius Natural History Museum) в столице республики Порт-Луи.

## Описание

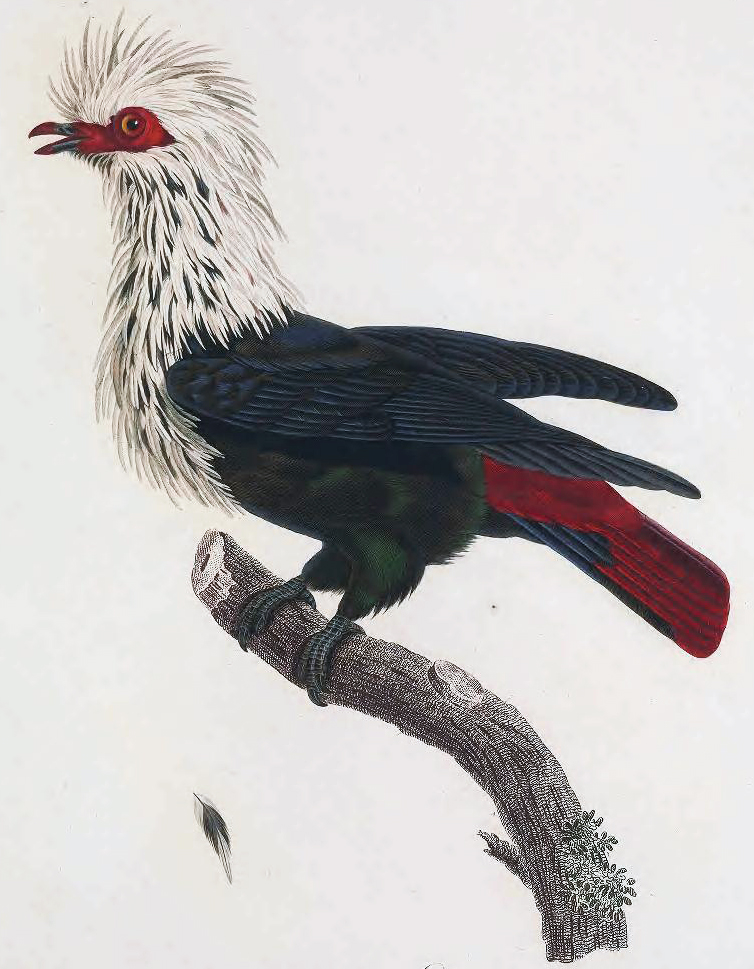
Рисунок чучела, выполненный Мадам Книп (Madame Knip) и Цезарем Макрэ (César Macret)

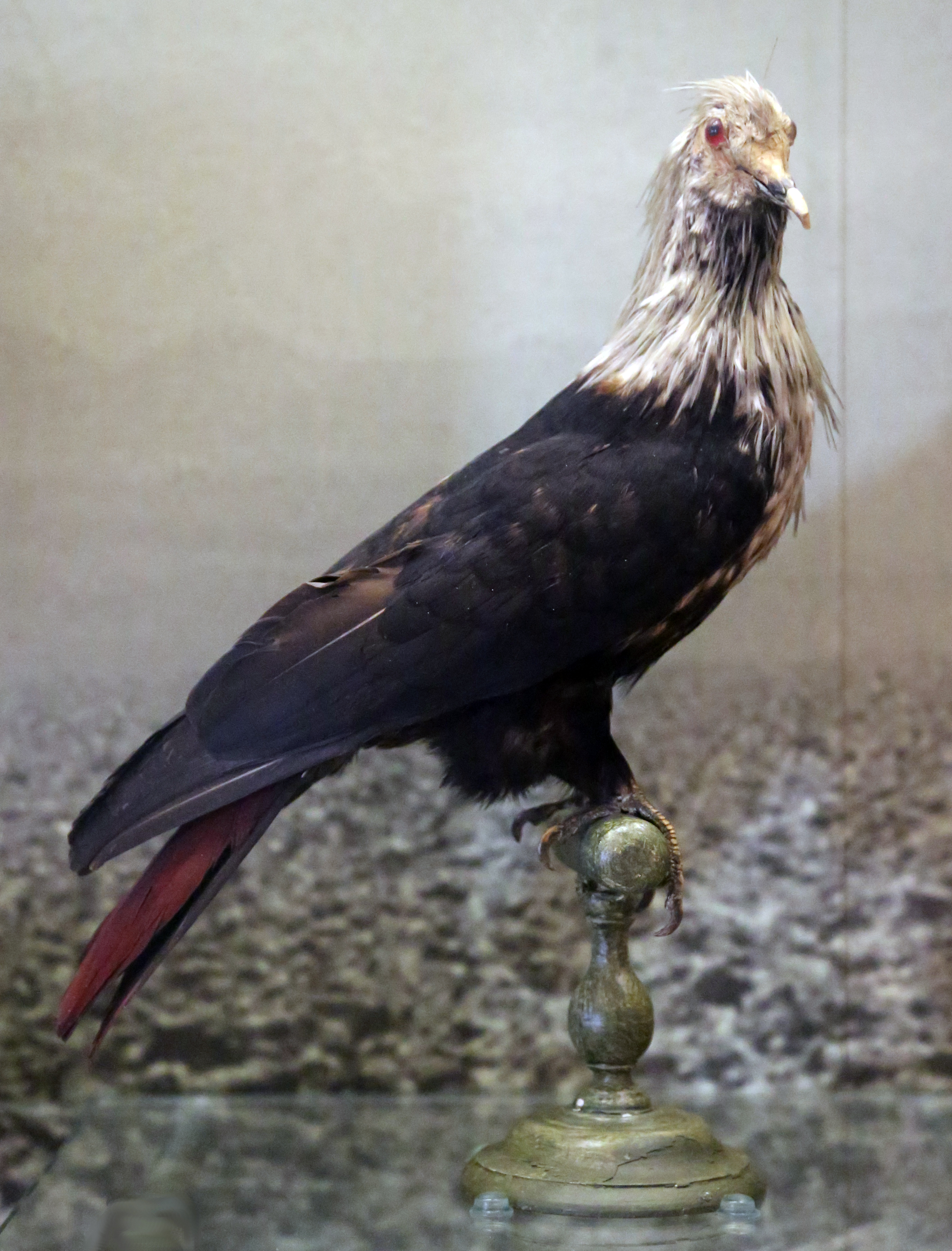
Одно из сохранившихся чучел. Шотландский национальный музей

Достаточно крупный голубь, выглядевший заметно крупнее и крепче других родственных видов. Характерная окраска тела позволила бы безошибочно его определить, если бы не вымирание. Перья головы, шеи и верхней части груди удлинённые, серебристо-белого цвета; образуют широкий, жёсткий на ощупь, воротник вокруг шеи. У музейных образцов на лбу, в области вокруг глаз, на уздечке и щеках имеется участок оголённой кожи ярко-красного цвета. Клюв зеленоватый, более тёмный на конце. Окраску основной части туловища характеризуют как цвета индиго, с лёгким металлическим блеском на спине, плечах и крыльях. Перья хвоста окрашены в тёмно-красный, каштановый цвет, за исключением черновато-синего основания внешней пары рулевых. Ноги стального-серого цвета. Радужина красновато-оранжевая с внутренним жёлтым кольцом. Общая длина составляла около 30 см, крыло 208 мм, клюв 25 мм, плюсна 28 мм.
В 1790-е годы в Нидерланды был доставлен живой голубь, который около трёх месяцев содержался в зверинце принца Вильгельма V Оранского, прежде чем скончался от отёка. Придворный художник дважды изобразил эту птицу на рисунках (один цветной, другой чёрно-белый), и в обоих случаях на лбу присутствовало оперение, в цветном исполнении — красное. У сохранившихся образцов такое оперение отсутствует, однако оно развито у самцов и самок другого родственного вида — сейшельского синего голубя. Известный британский палеонтолог Джулиан Хьюм (англ. Julian Pender Hume) высказал предположение, что в музеях находятся самки, в то время как автор изобразил самца, который по словам видевшего его Коссиньи был «бесконечно более красив», чем самка. Сохранилась запись о наблюдении за голубями, сделанная около 1815 года жительницей острова, в которой она при перечислении цветов оперения, помимо всего прочего, включила зелёный. Известно, что молодые особи сейшельского и коморского синих голубей имеют зелёные перья; возможно, то же самое относится и к маврикийскому виду.
На некоторых иллюстрациях, как и в ранних описаниях, маврикийских голубь изображён с красными ногами; аналогичной характеристикой обладает мадагаскарский синий голубь. У всех сохранившихся экземпляров оригинальная окраска ног выцвела. При этом у хранящихся в Шотландии и Маврикии шкурок ноги остались нетронутыми и приобрели жёлто-коричневый цвет, в то время как у выставленного в Париже были намеренно покрашены в красный, по всей видимости чтобы соответствовать документальным свидетельствам. Наконец, более поздние изображения птицы демонстрировали бугорчатость на оголённых участках кожи головы — аналогичную той, что имеется у сейшельского голубя. Полагают, что эта характеристика ошибочна, поскольку в ранних источниках о ней не упоминается.

## Образ жизни
До настоящего времени сохранилось лишь несколько записей, из которых можно почерпнуть скудные сведения об образе жизни маврикийского голубя. Определённую ценность могли бы представлять рукописи, оставленные профессиональным биологом Дежарденом, однако они были утрачены вскоре после его смерти. Портрет с живой птицы в зверинце Вильгельма V Оранского, созданный нидерландским художником в конце XVIII века, показывает возбуждённого самца со вздутым перьевым воротником. Аналогичная поза, которая к тому же сопровождается вибрацией, характерна и для других синих голубей. На обратной стороне рисунка директор зверинца Арноут Восмаер (Arnout Vosmaer) оставил записку следующего содержания:

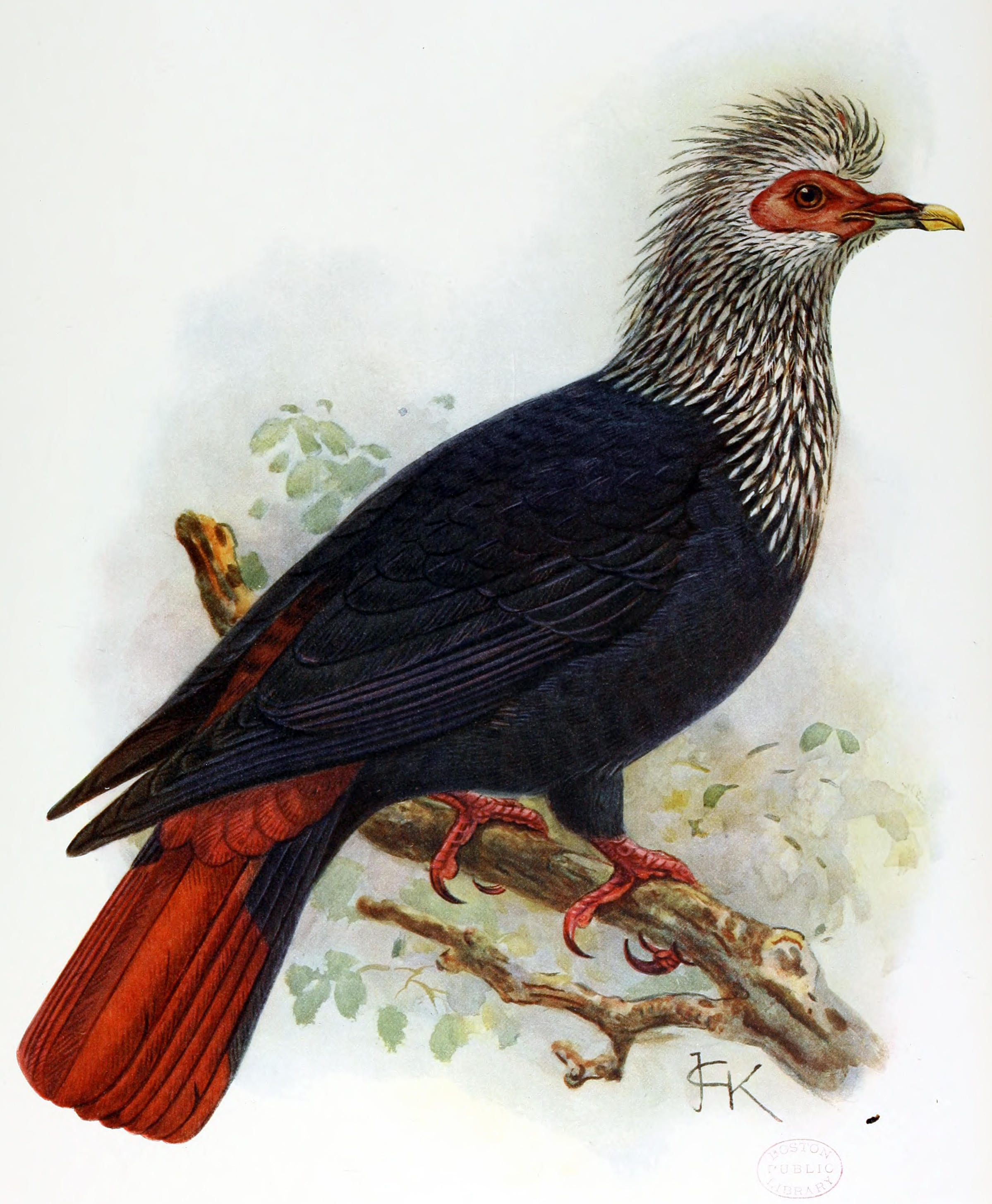
Рисунок чучела Йоханнеса Кёлеманса, 1907

Эти [голуби] тёмно-синего цвета с красочными перьями головы, которые они способны выпячивать вперёд наподобие воротника, были присланы мне из Кейптауна, однако они родом с острова Маврикий. Под названием Pavillons Hollandais их представил ко двору барон И. Н. Е. ван Линден. В мои руки попала только одна птица, но и она умерла спустя несколько месяцев в результате отёка. Вечерами с 11 до 12, а также часто ночью она издавала приятные звуки вроде «баф-баф» [произносится «барф-барф»], которые быстро повторялись друг за другом 10—12 раз. Днём издавала звуки, напоминающие воркование.
Оригинальный текст (англ.)
These [pigeons are] dark-blue with lead coloured head-feathers, which they can turn upwards just as a collar, were sent to me from the Cape, but originated from an Isle Mauritius. Presented to the court by the Baron I. N. E. van Lynden 1790, and were called Pavillons Hollandais. One only I have received alive but died later after a few months from dropsy. In the evening 11 till 12 o'clock and many times during the night it made nice sounds 10 to 12 times quickly after another like Baf Baf [pronounced Barf Barf], and during the day a kind of cooing sound.
— 
Предполагают, что голубь обитал парами либо небольшими группами во влажных вечнозелёных лесах острова — в аналогичных биотопах, что и его так же вымершие родственники. Полуископаемые останки птиц часто находят в западной, восточной и юго-восточной частях острова, что говорит о их былой распространённости. Скорее всего, быстрое сокращение численности произошло в период французского правления с 1715 по 1810 год, когда в равнинной части острова почти не осталось леса. Живший здесь в 1800—1812 годах французский натуралист Жак-Жерар Мильбер вспоминал, что он встречал лишь одиночных особей в речных долинах. Основной корм птиц, по всей видимости, состоял из плодов и орехов древесных растений — об этом, в частности, свидетельствует описание содержимого пищеварительного тракта, которое Коссиньи отправил письмом в Париж Рене Реомюру. В письме будущий министр колоний Франции сообщил, что он препарировал пойманную им птицу и обнаружил в её мускульном желудке и зобе орехи, принадлежащие к виду Calophyllum tacamahaca или виду Labourdonnaisia calophylloides. Плодами первого из этих растений кормятся коморский и сейшельский синие голуби. Как и другие родственные птицы, маврикийский голубь, скорее всего, держался в верхнем ярусе леса.